# انجمن سلطنتی باغبانی
انجمن سلطنتی باغبانی (به انگلیسی: Royal Horticultural Society), (RHS) آر اچ اس که در سال ۱۸۰۴ به‌عنوان انجمن باغبانی لندن تأسیس شد، پیشرو خیریه باغبانی بریتانیا است.
باغبانی ا از طریق پنج باغ خود در ویسلی (سوری)، های د هال (اسکس)، هارلو کار (یورکشر شمالی)، روزمور (دوون) و بریج واتر (منچستر بزرگ) ترویج می‌کند. نمایش گل از جمله نمایش گل چلسی، نمایش گل کاخ همپتون کورت، نمایشگاه گل تاتون پارک و نمایش گل کاردیف. طرح‌های باغبانی اجتماعی؛ بریتانیا در بلوم و یک برنامه آموزشی گسترده. همچنین از آموزش باغبانان حرفه‌ای و آماتور پشتیبانی می‌کند. از سال ۲۰۲۳ رئیس‌جمهور کیت وید (Keith Weed) و مدیر کل کلر ماترسون سی‌بی‌ئی (CBE) بود.

## تاریخچه

### بنیانگذاران

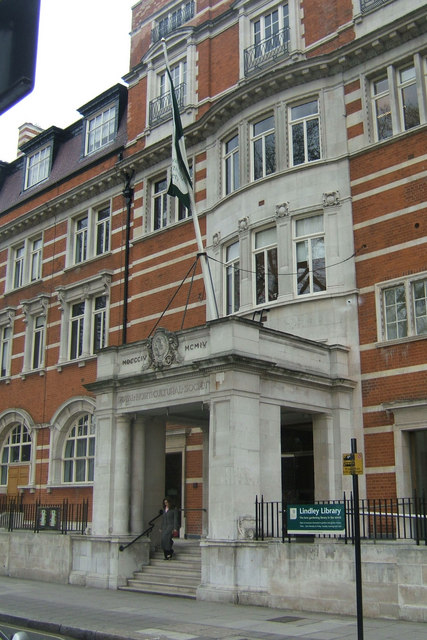
دفتر مرکزی آراچ‌اس، میدان وینسنت

ایجاد یک انجمن باغبانی بریتانیا توسط جان وج‌وود (John Wedgwood)) (پسر جوزایا وج‌وود) در سال ۱۸۰۰ پیشنهاد شد. اهداف او نسبتاً ساده بود: او می‌خواست جلسات منظمی برگزار کند و به اعضای جامعه این فرصت را بدهد تا مقالاتی در مورد فعالیت‌ها و اکتشافات باغبانی خود ارائه دهند. برای تشویق بحث در مورد آنها و انتشار نتایج. جامعه همچنین برای دستاوردهای باغبانی جوایزی اعطا می‌کند.
وج‌وود این ایده را با دوستان خود در میان گذاشت، اما چهار سال قبل از اولین ملاقات، هفت مرد، در ۷ مارس ۱۸۰۴ در کتابفروشی هچردس در پیکدیلی، لندن. وج‌وود رئیس بود. همچنین ویلیام تاونسند آیتون (William Townsend Aiton) (جانشین پدرش ویلیام آیتون به‌عنوان سرپرست باغ‌های کیو)، سر جوزف بنکس (رئیس انجمن سلطنتی)، جیمز دیکسون (James Dickson)) (نهال‌دار)، ویلیام فورسایت (سرپرست باغ‌های کاخ سنت جیمز و کاخ کنزینگتون)، چارلز فرانسیس گرویل (Charles Francis Greville) (ارباب دریاسالاری (a lords of the Admiralty)) و ریچارد آنتونی سالزبری (Richard Anthony Salisbury) که منشی انجمن جدید شد.
بنکس دوستش توماس اندرو نایت را برای عضویت پیشنهاد کرد. این پیشنهاد پذیرفته شد، علی‌رغم خصومت مداوم نایت با فورسیث بر سر گچ برای التیام زخم‌های درخت که فورسیث در حال ایجاد آن بود. نایت از سال ۱۸۱۱ تا ۱۸۳۸ رئیس انجمن بود و اهداف و مقاصد انجمن را برای گنجاندن برنامه تحقیقات عملی در زمینه پرورش میوه توسعه داد.

## عضویت

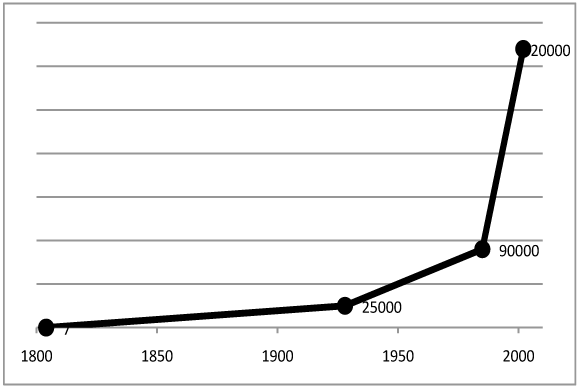
اعضای آراچ‌اس از زمان تأسیس تا سال ۲۰۰۲

در سال ۲۰۰۹ بیش از ۳۶۳۰۰۰ نفر عضو جامعه بودند و این تعداد در سال ۲۰۱۳ به بیش از ۴۱۴۰۰۰ نفر رسید و تا سال ۲۰۱۹ به ۵۲۵۱۰۵ نفر رسید. عضویت و معاشرت در انجمن قبلاً با انتخابات تعیین می‌شد، اما اکنون با کمک مالی است. یاران حامیانی هستند که «یک مبلغ پیشنهادی ۵۰۰۰ پوند در سال» (از سال ۲۰۲۲) کمک می‌کنند.
اعضا و معاشران انجمن سلطنتی باغبانی به ترتیب حق استفاده از حروف پس از اسمی (Post-nominal letters) ام‌آراچ‌اس(MRHS) و اف‌آراچ‌اس (FRHS) را دارند.
عضویت بر اساس سال مالی
| سال مالی | تعداد اعضا |
| -------- | ---------- |
| ۲۰۱۳/۱۴  | ۴۱۴٬۶۹۹    |
| 2014/15  | ۴۲۸٬۴۷۲    |
| 2015/16  | ۴۴۸٬۹۷۷    |
| 2016/17  | ۴۷۲٬۱۵۷    |
| 2017/18  | ۴۹۰٬۲۰۵    |
| 2018/19  | ۵۰۲٬۶۶۶    |
| 2019/20  | ۵۲۵٬۱۰۵    |

## باغ‌ها

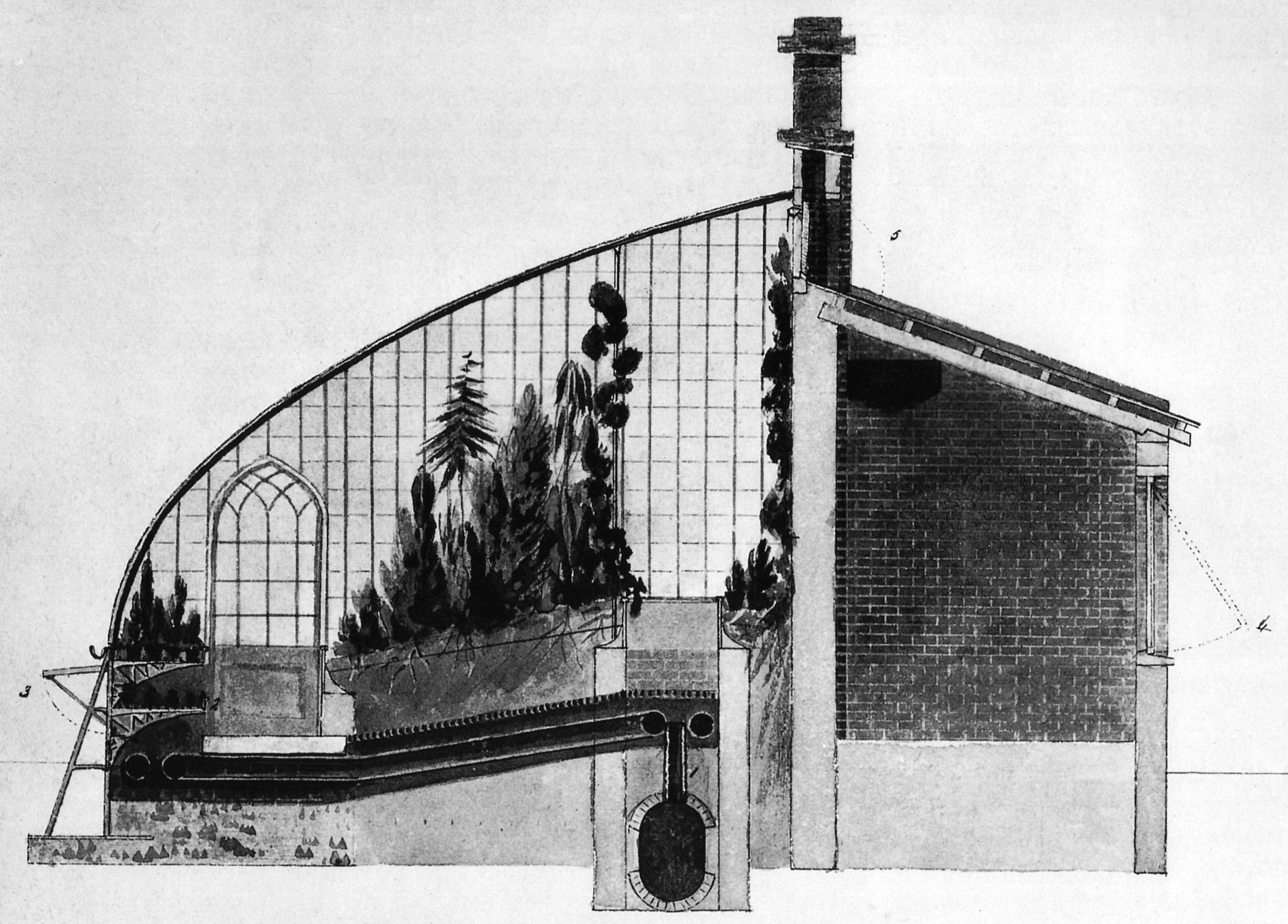
طراحی گلخانه برای انجمن سلطنتی باغبانی توسط جان کلودیوس لودون(John Claudius Loudon)، ۱۸۱۸

پنج باغ بزرگ انجمن سلطنتی باغبانی در انگلستان عبارتند از: باغ ویسلی، نزدیک ویسلی در ساری. باغ روزمور در دوون؛ های د هال در اسکس؛ هارلو کار در هاروگیت، یورکشایر شمالی و باغ آراچ‌اس، بریج واتر در ورسلی، منچستر بزرگ.
اولین باغ این انجمن از سال ۱۸۱۸ تا ۱۸۲۲ در کنزینگتون بود. در سال ۱۸۲۰، انجمن تعدادی از نهالستان هیو رونالدز را در لیتل ایلینگ اجاره کرد تا یک باغ آزمایشی راه‌اندازی کند، اما سال بعد بخشی از املاک دوک دوونشایر در چیزیک به دست آمد. در سال ۱۸۲۳ جوزف پکستون را در آنجا استخدام کرد. از سال ۱۸۲۷، انجمن جشن‌هایی (fêtes) را در باغ چیسویک برگزار می‌کرد و از سال ۱۸۳۳، نمایش‌هایی با کلاس‌های رقابتی برای گل و سبزیجات برگزار می‌کرد. در سال ۱۸۶۱ آراچ‌اس (همان‌طور که اکنون تبدیل شده است) باغ جدیدی را در کنزینگتون جنوبی در زمینی که از کمیسیون سلطنتی نمایشگاه سال ۱۸۵۱ اجاره کرده بود (موزه علوم، کالج امپراتوری و کالج سلطنتی موسیقی اکنون محل را اشغال کرده‌اند) ایجاد کرد. در سال ۱۸۸۲ بسته شد. باغ چیسویک تا سال‌های ۱۹۰۳ تا ۱۹۰۴ حفظ شد، تا آن زمان سر توماس هانبری باغ را در ویزلی خرید و به آراچ‌اس ارائه کرد.
بنابراین باغ ویسلی آراچ‌اس قدیمی‌ترین باغ جامعه است. رزمور (Rosemoor) بعد از آن توسط لیدی آن بری (Lady Anne Berry) در سال ۱۹۸۸ ارائه شد. های د هال در سال ۱۹۹۳ توسط صاحبان آن دیک و هلن رابینسون به آراچ‌اس داده شد. دیک رابینسون همچنین مالک مجموعه هری اسمیت (Garden World Images) بود که درهای د هال مستقر بود. سپس هارلو کار آمد که با ادغام انجمن باغبانی شمالی با آراچ‌اس در سال ۲۰۰۱ خریداری شد. از زمانی که آن را در سال ۱۹۴۹ خریدند، زمین آزمایشی و باغ نمایشگاهی انجمن باغبانی شمالی بود. در سال ۲۰۱۳، بیش از ۱/۶۳ میلیون نفر از این چهار باغ بازدید کردند.
در سال ۲۰۱۵، آراچ‌اس برنامه‌هایی را برای پنجمین باغ در ورسلی نیو هال (Worsley New Hall)، منچستر بزرگ‌تر، تحت نام (RHS Garden Bridgewater) اعلام کرد. این باغ در مه ۲۰۲۱ افتتاح شد.

## نمایش‌ها

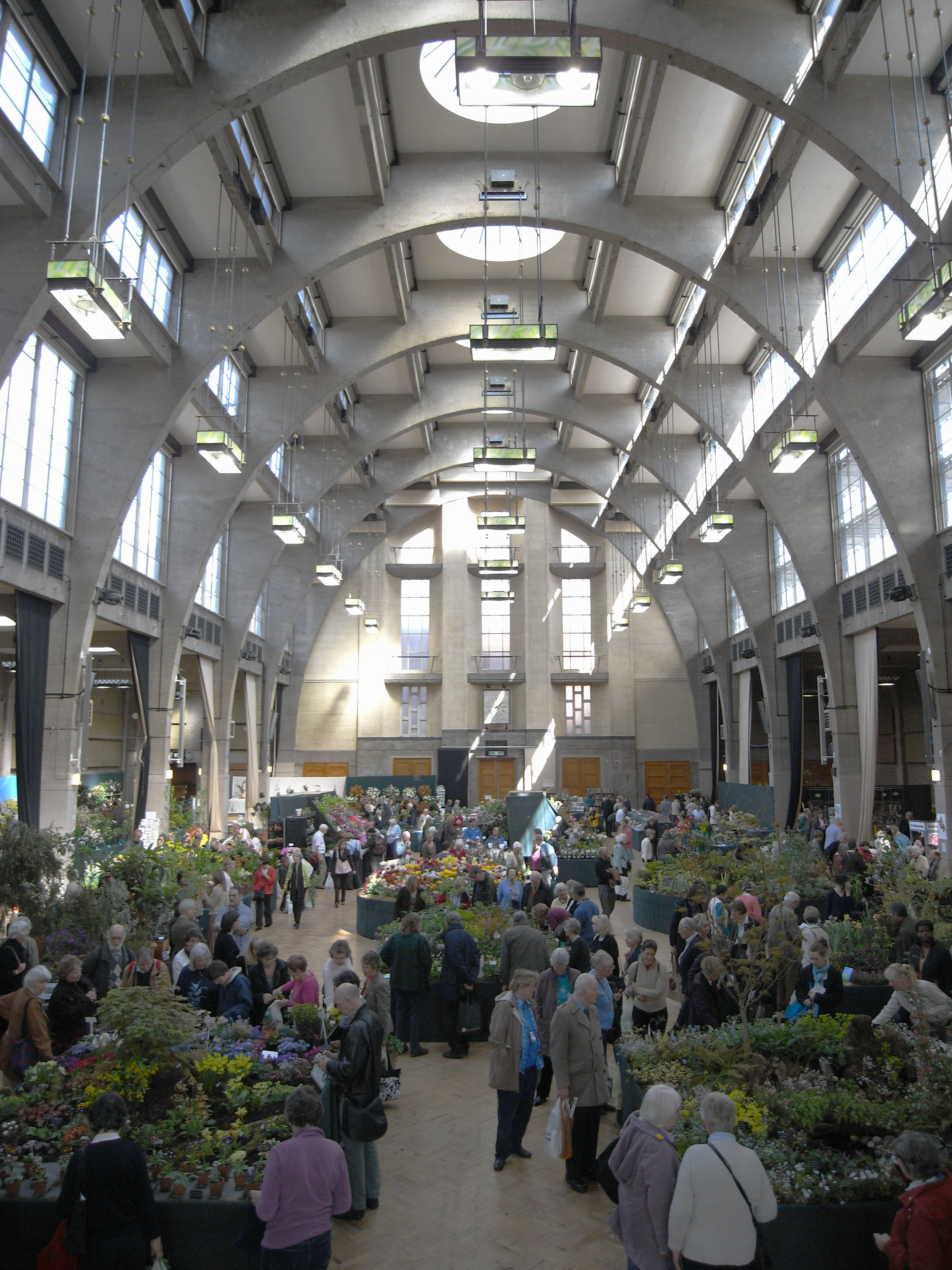
نمایشگاه گل لندن در سالن لارنس (Lawrence Hall)

آراچ‌اس به دلیل نمایش گل سالانه خود که در سراسر بریتانیا برگزار می‌شود، به خوبی شناخته شده است. معروف‌ترین این نمایش‌ها نمایشگاه گل آراچ‌اس چلسی است که مردم از سراسر جهان از آن بازدید می‌کنند. پس از آن نمایشگاه گل کاخ همپتون کورت (که آراچ‌اس در سال ۱۹۹۳ مدیریت آن را بر عهده گرفت) و نمایشگاه گل آراچ‌اس تاتون پارک در چشایر (از سال ۱۹۹۹) برگزار شد. در سال ۲۰۲۴ این مجموعه گسترش یافت و شامل جشنواره بهار مالورن، نمایشگاه گل گاردن‌های د هال، نمایشگاه گل گاردن روزمور و اولین نمایش شهری آراچ‌اس شد.
انجمن همچنین از نزدیک با بی‌بی‌سی باغبانان جهانی زنده که سالانه در مرکز نمایشگاه ملی بیرمنگام (National Exhibition Centre) برگزار می‌شود، درگیر است.

## کتابخانه‌ها
آراچ‌اس متولی کتابخانه لیندلی (Lindley Library) است که در دفتر مرکزی آن در ۸۰ میدان وینسنت (Vincent Square) لندن و در شعبه‌هایی در هر چهار باغ آن قرار دارد. این کتابخانه بر اساس مجموعه کتاب جان لیندلی است.
هرباریوم آراچ‌اس دارای کتابخانه (مجموعه) تصویر خود است که از بیش از ۳۳۰۰ آبرنگ اصلی، تقریباً ۳۰۰۰۰ اسلاید رنگی و تعداد تصاویر دیجیتالی به سرعت در حال افزایش است. اگرچه بسیاری از تصاویر توسط عکاسانی به سفارش آراچ‌اس تهیه شده است، آرشیو شامل تعداد قابل توجهی از اسلایدها از مجموعه هری اسمیت و دارندگان مجموعه ملی گیاهی میراث گیاهی است (National Plant Collection).
کتابخانه‌های هر یک از باغ‌ها برای همه بازدیدکنندگان باز است. اعضای آراچ‌اس می‌توانند کتاب‌هایی را از لیندلی لندن و همچنین کتابخانه‌های باغ ویسلی (RHS Garden Wisley) و باغ هارلو کار (RHS Garden Harlow Carr) به امانت بگیرند.

## بریتانیا در شکوفه
در سال ۲۰۰۲، آراچ‌اس اداره رقابت بریتانیا در شکوفه را از گروه تیدی بریتین (Tidy Britain) (قبلا و متعاقباً بریتانیا را تمیز نگاه‌دار) بر عهده گرفت. در سال ۲۰۱۰، انجمن «این محله شماست»، کمپینی برای تشویق مردم به مشارکت در باغبانی به نفع جامعه خود راه‌اندازی کرد. در سال ۲۰۱۴، «بریتانیا در شکوفه» پنجاهمین سالگرد خود را جشن گرفت.

## آموزش و پرورش

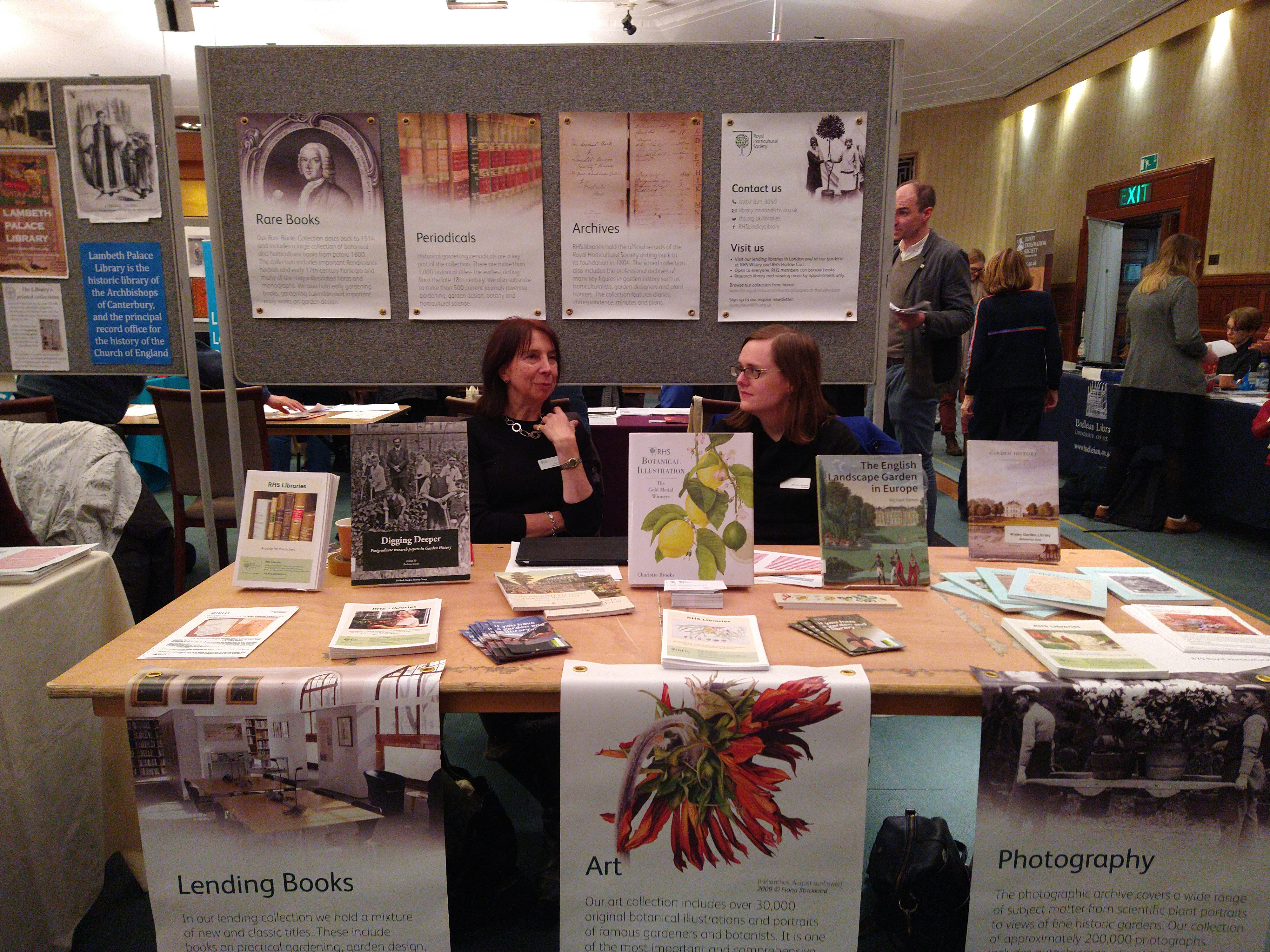
کتابخانه‌های انجمن سلطنتی باغبانی در روز تاریخ مجلس سنا، ۲۰۱۹.

آراچ‌اس دوره‌های رسمی را برای باغبانان حرفه‌ای و مبتدی برگزار می‌کند و همچنین مدارک تحصیلی را در جاهای دیگر (مثلاً در باغ گیاه‌شناسی کیو) تأیید می‌کند.
جایزه سطح آراچ‌اس ۱ در باغبانی عملی با هدف توسعه مهارت‌های ضروری باغبانی و ایجاد پایه‌ای برای صلاحیت‌های عملی آراچ‌اس بیشتر در سطوح ۲ و ۳ است. این جایزه برای هر کسی که به گیاهان و باغبانی علاقه دارد هدف قرار می‌گیرد.
مدارک سطح ۲ مبنایی را برای ورود به باغبانی حرفه‌ای فراهم می‌کند، از پیشرفت شغلی کارگران باغبانی فعلی حمایت می‌کند یا می‌تواند پایه‌ای برای یادگیری یا آموزش بیشتر فراهم کند. مدارک تئوری و عملی جداگانه در این سطح وجود دارد و دیپلم سطح آراچ‌اس ۲ در اصول و شیوه‌های باغبانی ترکیبی از مدارک نظری و عملی است.
مدارک سطح ۳ امکان تخصص در حوزه مورد علاقه کاندیدا را فراهم می‌کند. آنها می‌توانند برای کسانی که به دنبال شغل در باغبانی هستند مهارت ارائه دهند، می‌توانند از پیشرفت شغلی و حرفه‌ای بیشتر برای کسانی که قبلاً در این زمینه کار می‌کنند حمایت کنند، یا می‌توانند زمینه‌ای برای ادامه یادگیری یا آموزش فراهم کنند. در مورد سطح ۲، مدارک مبتنی بر نظری و عملی در سطح ۳ و یک دیپلم که هر دو را ترکیب می‌کند وجود دارد.
جایزه استاد باغبانی (آراچ‌اس) معتبرترین مدرک حرفه‌ای باغبانی جامعه است. این در سطح مدرک است و برای متخصصان باغبانی در نظر گرفته شده است. این دوره امکان مطالعه انعطاف‌پذیر را در یک دوره سه ساله یا بیشتر فراهم می‌کند.
کمپین آراچ‌اس برای باغبانی مدرسه فرتابی، منابع و مشاوره آنلاین را برای اعضای خود فراهم می‌کند. آنها با کمک معلمان، داوطلبان و دیگر قهرمانان مدرسه‌سازی، از میلیون‌ها دانش‌آموز در بریتانیا حمایت می‌کنند و به آنها فرصت رشد گیاهان، غذا و توسعه مهارت‌های زندگی را می‌دهند.

## مدال‌ها و جوایز

### مردم
این انجمن با مدال افتخار ویکتوریا (Victoria Medal of Honour)، که در سال ۱۸۹۷ تأسیس شد، از برخی از افراد بریتانیایی که توسط شورای خود آنها را مستحق قدردانی ویژه در زمینه باغبانی می‌داند، تجلیل می‌کند. در هر زمان تنها ۶۳ دارنده این مدال وجود دارد، یک نفر برای هر سال از دوران سلطنت ملکه ویکتوریا. از سال ۲۰۲۳، انجمن مدال افتخار الیزابت (Elizabeth Medal of Honour) را اهدا کرده است، که تنها ۷۰ دارنده آن در هر زمان وجود دارد، یکی برای هر سال سلطنت ملکه الیزابت دوم. بنابراین، هیچ‌یک از مدال‌های فوق هر سال اهدا نمی‌شود.
جوایز دیگری که توسط انجمن اعطا می‌شود عبارتند از همکار افتخار (Associate of Honor) (تأسیس در سال ۱۹۳۰) که در آن تعداد در هر زمان از ۱۰۰ تجاوز نمی‌کند (مگر اینکه مدال افتخار ویکتوریا را نیز داشته باشند). از سال ۲۰۲۲ همچنین مدال هارلو کار (برای کمک قابل توجه به باغبانی در شمال انگلستان)، جام یادبود رجینالد کوری (برای معرفی گیاهان هیبریدی جدید توسعه یافته از گیاهان باغی موجود)، جایزه انجمن (برای کمک طولانی مدت به باغبانی اجتماعی وجود داشت و جایزه روی لنکستر (برای مشارکت استثنایی افراد زیر ۳۵ سال). مدال‌های صادر شده توسط انجمن در اوایل تاریخ خود شامل مدال‌های بنکسین، نایتین و لیندلی است که به نام افسران اولیه جامعه و همچنین کمک هزینه‌های افتخاری نامگذاری شده‌اند.
مدال یادبود ویچ (Veitch Memorial Medal) که به نام جیمز ویچ (James Veitch Jr) نامگذاری شده است، هر ساله به افرادی از هر ملیتی که سهم برجسته‌ای در پیشرفت و بهبود علم و عمل باغبانی داشته باشند، اعطا می‌شود.
این انجمن در نمایشگاه‌های گل خود مدال‌های طلا، نقره طلااندود، نقره و برنز را به غرفه‌داران اهدا می‌کند.

### گیاهان
جایزه گاردن مریت، یا ای‌جی‌ام، جایزه اصلی است که پس از یک دوره ارزیابی توسط کمیته‌های مربوط جامعه به گیاهان باغی توسط جامعه داده می‌شود. جوایز سالانه پس از آزمایش‌ها گیاهی انجام می‌شود.
کتاب‌های قدیمی‌تر ممکن است حاوی ارجاعاتی به جوایز زیر باشند که عمدتاً بر اساس کیفیت گل یا میوه است (اما در وب‌سایت‌ها و گزارش‌های آراچ‌اس فعلی (۲۰۱۴) به آنها اشاره نشده است)
- پی‌سی: گواهی اولیه
- اچ‌سی: بسیار ستوده است
- ای‌ام: جایزه مریت (Award of Merit) (نه مشابه ای‌جی‌ام)
- اف‌سی‌سی: گواهی درجه یک (یک بار یک جایزه بسیار معتبر)

## انتشارها

### مجله‌ها
انجمن مقاله‌های خود را تحت عنوان معاملات انجمن باغبانی لندن از ۱۸۰۷ تا ۱۸۴۸ منتشر کرد. انجمن همچنین از سال ۱۸۴۶ مجله‌ای منتشر کرد. در ابتدا به‌عنوان مجله انجمن باغبانی لندن (۱۸۴۶–۱۸۵۵) شناخته می‌شد، سپس مجموعه مقالات انجمن باغبانی لندن (۱۸۵۹–۱۸۶۰) و مجموعه مقالات انجمن سلطنتی باغبانی (۱۸۶۱–۱۸۶۹). این به‌عنوان مجله انجمن سلطنتی باغبانی (۱۸۶۶–۱۹۷۵) ادامه یافت.
از سال ۱۹۷۵ عنوان باغ (The Garden) به عنوان یک نشریه ماهانه منتشر شده است. آراچ‌اس همچنین هر دو (The Plant Review) و (Orchid Review) را چهار بار در سال منتشر می‌کند، و هانبوریانا (Hanburyana)، یک نشریه سالانه که از سال ۲۰۰۶ به آرایه‌شناسی باغبانی اختصاص دارد.

### ثبت‌ها و دایرةالمعارف‌ها
از زمان تأسیس مقام‌های ثبت بین‌المللی گیاهان در سال ۱۹۵۵، آراچ‌اس به‌عنوان ثبت‌کننده گروه‌های خاصی از گیاهان کشت شده عمل کرده است. اکنون ثبت کننده نه دسته است - مخروطیان، کلماتیس، نرگس، کوکب، زبان‌پس‌قفا، میخک، سوسن، ثعلبیان و خرزه هندی. این مؤسسه ثبت بین‌المللی ثعلبیان، فهرست گسترده‌ای از دورگه‌های ثعلبیان، و دایرةالمعارف مخروطیان (Encyclopedia of Conifers)، که در سال ۲۰۱۲ منتشر شد، منتشر می‌کند.

### کتاب‌ها
آراچ‌اس بسیاری از کتاب‌های باغبانی و باغداری را منتشر می‌کند، از جمله:
- اینگرام، دیوید اس. وینس پرو، دافنه؛ گریگوری، پیتر جی. ویرایش. (۲۰۰۸). علم و باغ مبنای علمی تمرین باغبانی (ویرایش دوم). آکسفورد: بلک ول. شابک ۹۷۸۱۴۴۴۳۶۰۳۵۶.
- هاکسلی، آنتونی؛ گریفیث، مارک؛ لوی، مارگوت (۱۹۹۲) [1st ed. فردریک چیتندن و ویلیام استرن. انتشارات دانشگاه آکسفورد ۱۹۵۱. ویرایش دوم. پ.م. Synge (ed.) آکسفورد ۱۹۶۵]. فرهنگ باغبانی جامعه باغبانی جدید (۴ جلد). لندن: مک‌میلن. شابک ۹۷۸۰۳۳۳۴۷۴۹۴۵.

## روسای جمهور
انجمن باغبانی لندن (۱۸۰۴–۱۸۶۱)
- ۱۸۱۱–۱۸۳۸: توماس اندرو نایت (اولین رئیس‌جمهور)
- ۱۸۳۸–۱۸۵۸: ویلیام کاوندیش، ششمین دوک دوونشایر
- ۱۸۵۸–۱۸۶۱: آلبرت، شاهزاده همسر[۳۹]

انجمن سلطنتی باغبانی (۱۸۶۱-)
- ۱۸۶۲–۱۸۸۳: دوک باکلوش[۴۰]
- ۱۸۸۴–۱۸۸۵: سر بنجامین توماس براندرت-گیبز
- ۱۸۸۵–۱۹۱۳: سر ترور لارنس[۴۱]
- ۱۹۱۳–۱۹۱۹: فرانسیس گرنفل، اولین بارون گرنفل[۴۲]
- ۱۹۱۹–۱۹۲۸: آملیوس لاکوود، اولین بارون لامبورن[۴۳]
- ۱۹۲۸–۱۹۳۱: جرالد لودر، اولین بارون ویکهرست[۴۴] (یازدهمین رئیس‌جمهور)
- ۱۹۳۱–۱۹۵۳: هنری مک لارن، دومین بارون آبرکونوی[۴۵]
- ۱۹۵۳–۱۹۶۱: سر دیوید بووز-لیون[۴۶]
- ۱۹۶۱–۱۹۸۴: چارلز مک لارن، سومین بارون آبرکونوی[۴۷]
- ۱۹۸۴–۱۹۹۴: رابین ای. پی هربرت[۴۸]
- ۱۹۹۴–۲۰۰۱: سر سیمون هورنبی[۴۹]
- ۲۰۰۱–۲۰۰۶: سر ریچارد کارو پول، بی‌تی[۵۰]
- ۲۰۰۶–۲۰۰۸: پیتر ان. باکلی[۵۱]
- ۲۰۰۹–۲۰۱۰: گیلز کود-آدامز[۵۲]
- ۲۰۱۰–۲۰۱۳: الیزابت بنکس[۵۳]
- ۲۰۱۳–۲۰۲۰: سر نیکلاس بیکن، بی‌تی[۵۳]
- ۲۰۲۰–اکنون: کیت وید[۵۴]